# Reglamento Provisional
El Reglamento Provisional fue un documento oficial expedido por José de San Martín en su título de Protector del Perú.  Fue la primera norma capital de la naciente República del Perú a inicios de la Emancipación (12 de febrero de 1821) hasta el (8 de octubre de 1821) en Huaura.
Estableció cuatro departamentos en los territorios bajo dominio del ejército patriota (Departamento de Trujillo, Departamento de Lima, Departamento de Huaylas y Departamento de Tarma).